# Den som inte arbetar skall heller inte äta

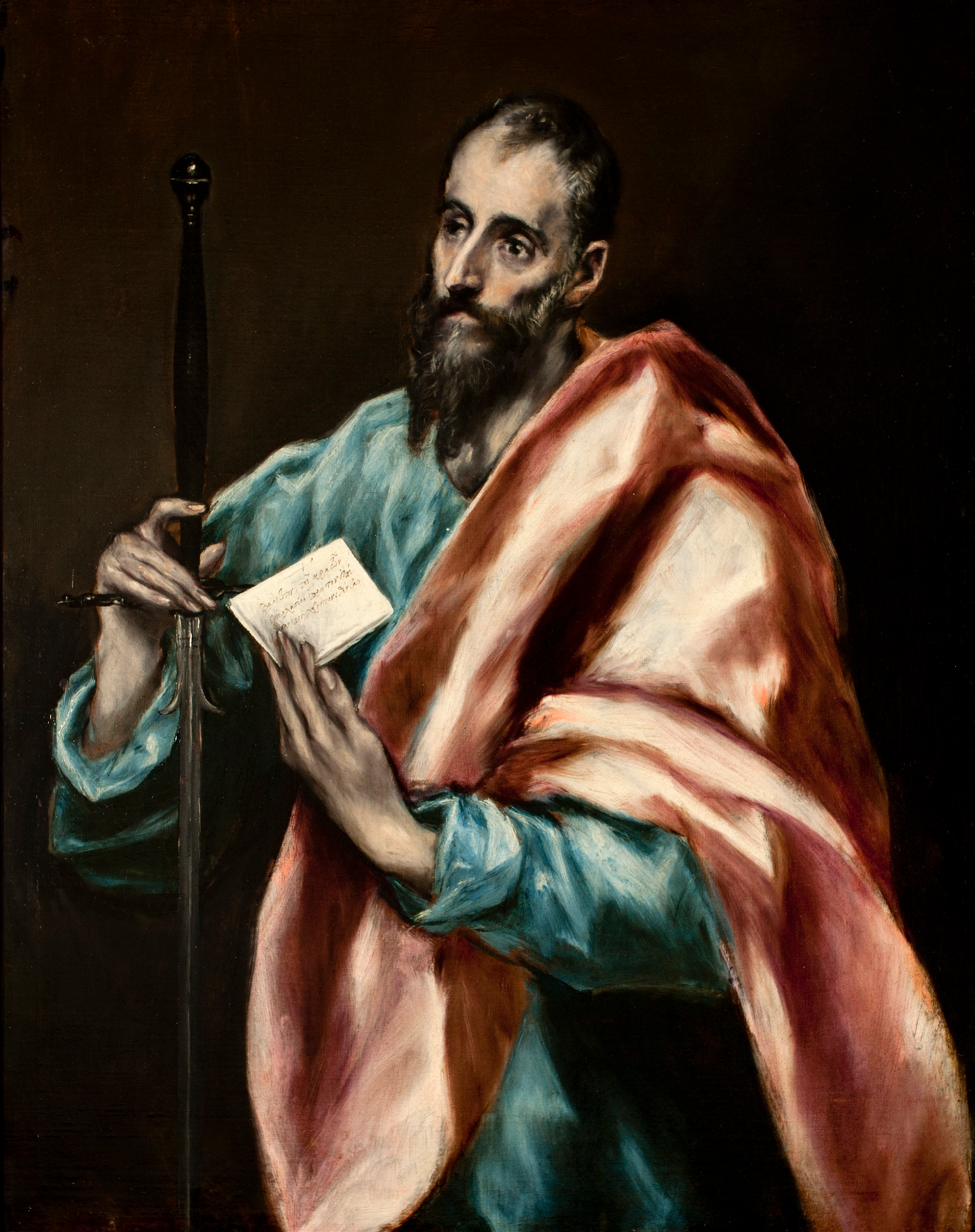
Aposteln Paulus.

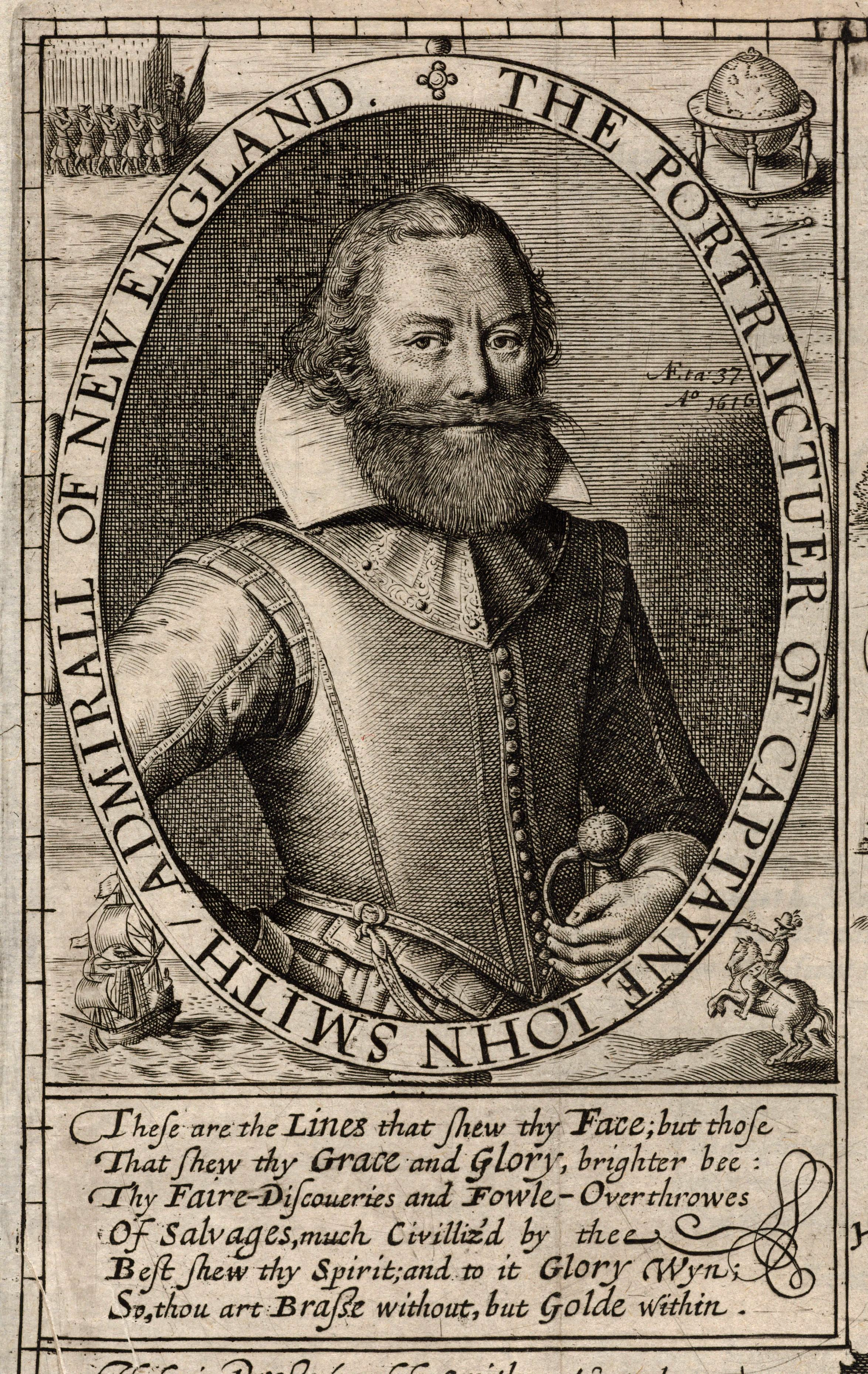
John Smith.

Den som inte arbetar, inte heller får han äta är en nytestamentlig aforism ursprungligen formulerad av aposteln Paulus, som senare citerades av John Smith i början av 1600-talet i Jamestown, Virginia och av den kommunistiske revolutionären Vladimir Lenin under ryska revolutionen.

## Nya testamentet
Aforismen finns i Andra Thessalonikerbrevet (med Silvanus och Timotheos) (3:10), där Paulus skriver: 
Om någon inte är villig att arbeta, låt honom inte äta.
εἴ τις οὐ θέλει ἐργάζεσθαι μηδὲ ἐσθιέτω
(eí tis ou thélei ergázesthai mēdè esthiétō)

## John Smith
Våren 1609, citerade John Smith aforismen till kolonisatörerna vid Jamestown.
| ” | "Landsmän, den långa erfarenheter av våra senaste lidelser, hoppas jag är nog för att övertyga alla att visa sina framfötter, och tror att varken mina bördor eller äventyrarens strävanden, kommer hålla er i slöhet och lättja. Den större delen måste bli mer flitiga, eller svälta. Ni måste lyda detta nu för en lag, lagen att den som inte arbetar inte skall äta, (förutom om han är sjuk eller skadad). För arbetet av 30 eller 40 ärliga och flitiga män ska inte konsumeras av 150 slöa lättingar" | „ |

## Sovjetunionen
Enligt Vladimir Lenin var "Han som inte arbetar ska inte äta" en nödvändig princip under en första fas i samhällsbygget, den inledande fasen av utvecklingen mot det kommunistiska samhället. Frasen finns i hans arbete från 1917, Staten och revolutionen. 
| ” | "Den som inte arbetar, skall inte heller äta" [...] "Samma mängd produkter för samma mängd arbete" [...] Men detta är ännu ingen kommunism, och detta upphäver ännu inte "den borgerliga rätten", vilken ger icke jämlika personer samma mängd produkter för olika (faktiskt olika) mängder arbete. Detta är en "brist", säger Marx, [...] ty utan att förfalla till utopism kan man inte tänka sig,[...] omedelbart utan några rättsnormer lär sig arbeta för samhället, och kapitalismens upphävande ger inte heller genast de ekonomiska förutsättningarna för en sådan förändring." | „ |

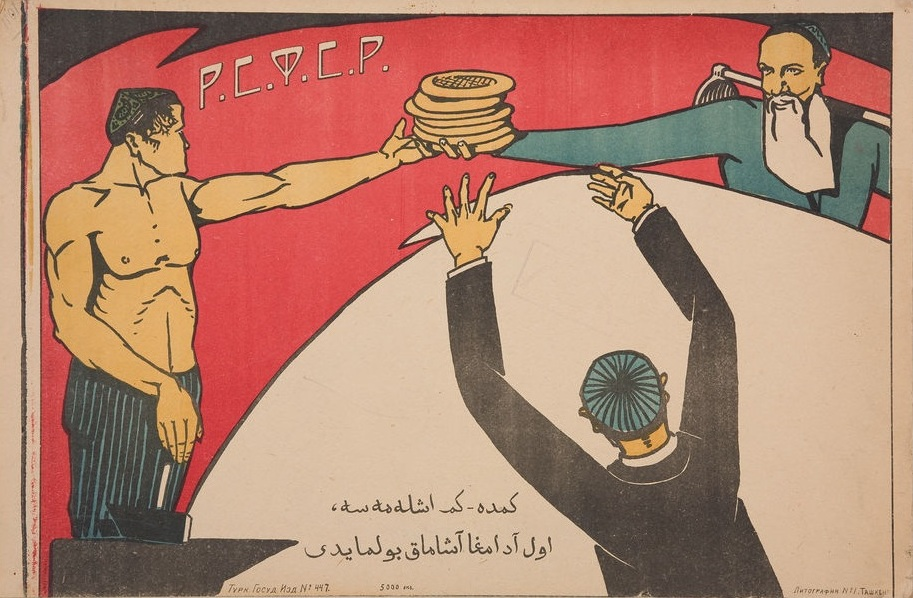
"Den som icke arbetar äter ej" - Uzbekiska, Tashkent, 1920 (Mardjani Foundation)

Uttrycket skrevs in i den sovjetiska grundlagen, och återfinns bland annat i den ryska konstitutionen från 1918 (paragraf 18) och i den sovjetiska konstitutionen från 1936 (paragraf 12).